# Kazanów (gmina)
Pour les articles homonymes, voir Kazanów.
La gmina de Kazanów est un district administratif situé en milieu rural du powiat de Zwoleń dans la voïvodie de Mazovie, dans le centre-est de la Pologne.
Son siège administratif (chef-lieu) est le village de Kazanów, qui se situe à environ 12 kilomètres au sud-ouest de Zwoleń (siège de la Powiat) et à 110 kilomètres au sud-est de Varsovie (capitale de la Pologne).
La gmina couvre une superficie de 94,76 km2 pour une population de 4 570 habitants en 2016.

## Histoire
De 1975 à 1998, la gmina appartenait administrativement à la voïvodie de Radom.

## Géographie

### Villages
La gmina de Kazanów comprend les villages de :

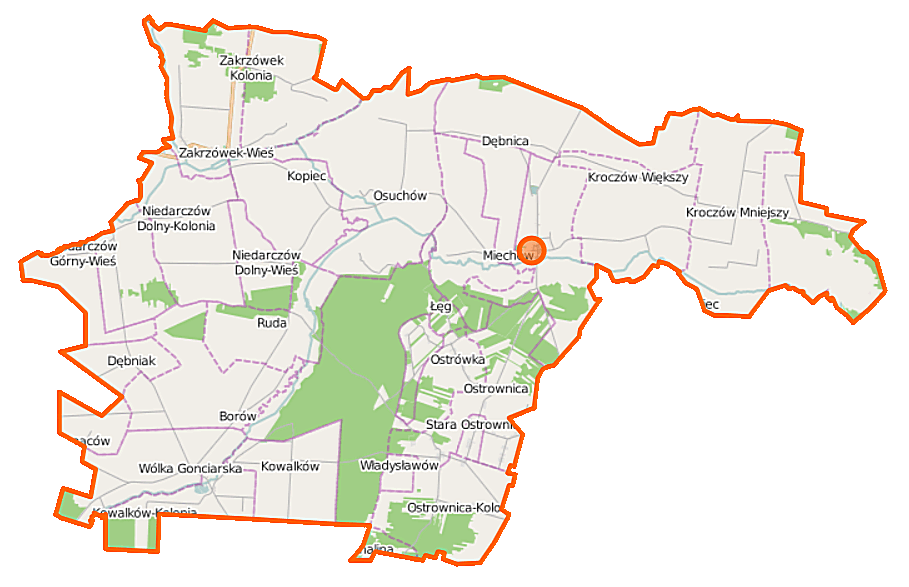
Plan de la gmina

- Borów
- Dębniak
- Dębnica
- Dobiec
- Kazanów
- Kopiec
- Kowalków
- Kowalków-Kolonia
- Kroczów Mniejszy
- Kroczów Większy
- Miechów
- Miechów-Kolonia
- Niedarczów Dolny-Kolonia
- Niedarczów Dolny-Wieś
- Niedarczów Górny-Kolonia
- Niedarczów Górny-Wieś
- Ostrówka
- Ostrownica
- Ostrownica-Kolonia
- Osuchów
- Ruda
- Wólka Gonciarska
- Zakrzówek
- Zakrzówek-Kolonia

### Gminy voisines
La gmina de Kazanów est bordée des gminy de :
- Ciepielów
- Iłża
- Skaryszew
- Tczów
- Zwoleń

## Structure du terrain
D'après les données de 2002, la superficie de la commune de Kazanów est de 94,76 km2, répartis comme telle :
- terres agricoles : 80 %
- forêts : 14 %

La commune représente 16,59 % de la superficie du powiat.

## Démographie
Données du 30 juin 2004 :
| Description        | Total  | Total | Femmes | Femmes | Hommes | Hommes |
| ------------------ | ------ | ----- | ------ | ------ | ------ | ------ |
| Unité              | Nombre | %     | Nombre | %      | Nombre | %      |
| Population         | 4 704  | 100   | 2 322  | 49,4   | 2 382  | 50,6   |
| Densité (hab./km²) | 49,6   | 49,6  | 24,5   | 24,5   | 25,1   | 25,1   |